# Simion Popescu
Simion Popescu (ur. 11 sierpnia 1940 w Cuptoare) – rumuński zapaśnik. Brązowy medalista olimpijski z Meksyku.
Walczył w stylu klasycznym. Zawody w 1968 były jego pierwszymi igrzyskami olimpijskimi. Po brązowy medal sięgnął w wadze do 63 kilogramów. Na mistrzostwach świata w 1969 zdobył srebrny medal, w 1967 i 1970 był drugi. Zdobył srebro mistrzostw Europy w 1967 i brąz w 1966. 